# الطريق الجهوية رقم 117 (تونس)
الطريق الجهوية رقم 117 أو ط ج 117 طريق ثانوية بالجنوب التونسي تصل بين مدينة حومة السوق بجزيرة جربة ومدينة جرجيس.